# Justin Hayward

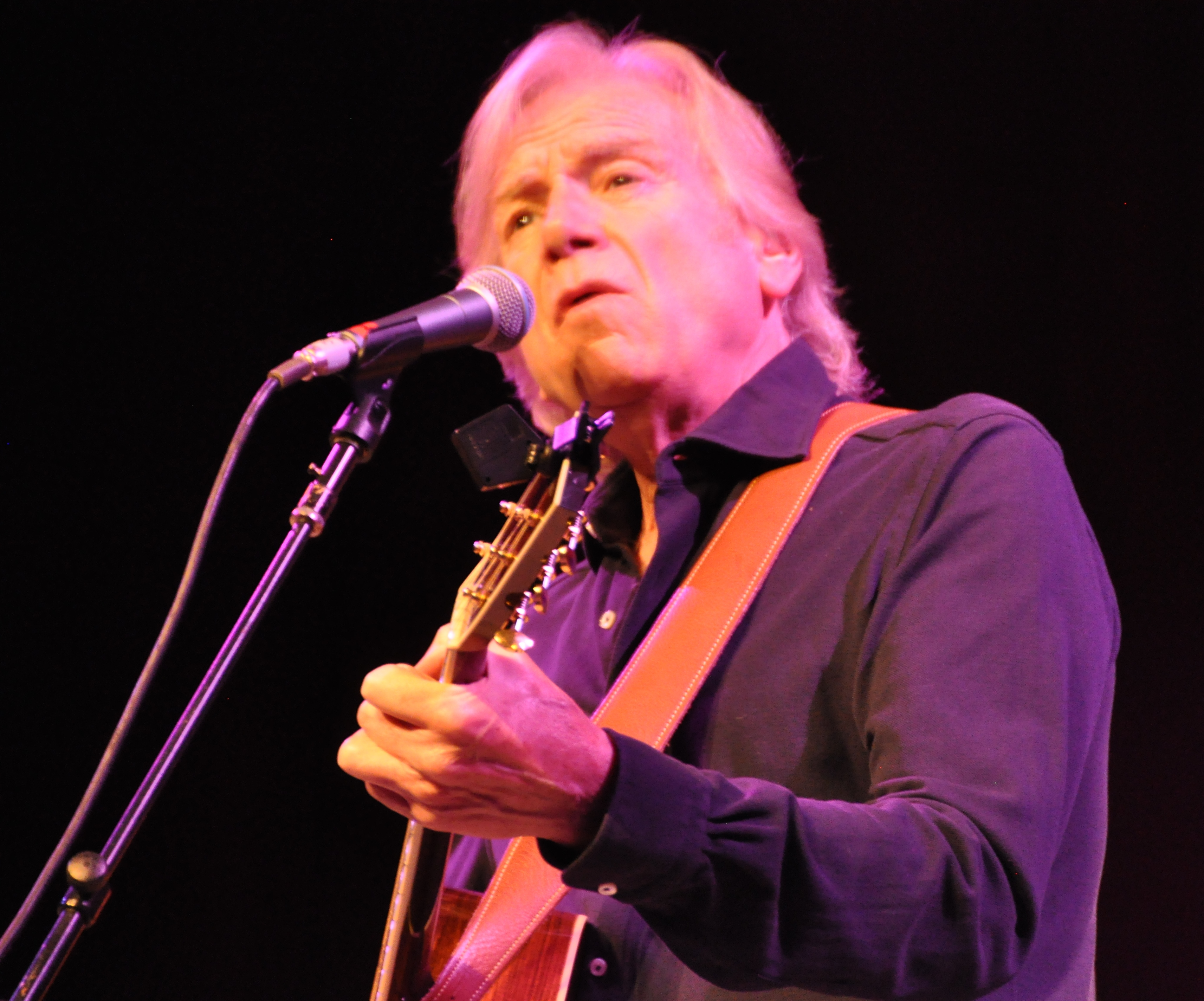
Justin Hayward (2014)

Justin Hayward (* 14. Oktober 1946 in Swindon, England) ist ein britischer Sänger, Gitarrist und Komponist. Er ist hauptsächlich als Co-Frontman von The Moody Blues, aber auch für etliche Soloalben, die Hit-Singles Blue Guitar und Forever Autumn sowie Gastauftritte auf den Alben anderer Musiker wie Jeff Wayne, Rick Wakeman, Alan Simon oder der Mandalaband bekannt.

## Leben
Hayward spielte in seiner Heimatstadt schon als knapp 15-Jähriger und danach in lokalen Bands, von denen All Things Bright die relativ langlebigste war. „The biggest thing in my life“, sagte er 1977 in einem TV-Interview, war zu der Zeit Buddy Holly „because he was the original songwriter and singer and guitar player“.
Nach einigen Aufnahmen mit der Gruppe Wilde Three des Sängers Marty Wilde und dessen Frau Joyce (Eltern von Kim Wilde) sowie ersten, wenig beachteten Solo-Platten schloss er sich 1966 – der Legende nach von Eric Burdon vermittelt – den Moody Blues an und hatte wesentlichen Anteil an deren Erfolgen der nächsten Jahre. Die meisten Hits der Gruppe von Nights in White Satin (1967) über Question (1970) bis Your Wildest Dreams (1986) stammen aus seiner Feder und wurden von ihm gesungen. Nach sieben erfolgreichen Alben in fünf Jahren legten die Moody Blues 1973 eine Pause ein, und die einzelnen Mitglieder der Band wandten sich eigenen Projekten zu. Gemeinsam mit dem Bassisten John Lodge nahm Hayward 1975 das Album Blue Jays, mit 10cc die Solo-Single Blue Guitar auf. 1977 erschien sein erstes Solo-Album mit dem Titel Songwriter. Weitere folgten – den größten Erfolg hatte er allerdings mit der Single Forever Autumn (1978), die im Zusammenhang mit dem Musical War of the Worlds unter Federführung von Jeff Wayne entstand. Eve of the War erschien auch als Single, ebenfalls aus Jeff Wayne’s Musical Version of the War of the Worlds. 1987 übernahm Hayward die Rolle des „Butchers“ in der Live-Aufführung des Musicals The Hunting of the Snark von Mike Batt (auf dem Album singt jedoch Art Garfunkel). Justin Hayward hat auch eine Reihe von Duetten gesungen, u. a. mit Sally Oldfield oder Annie Haslam. Gemeinsam mit Graeme Edge und John Lodge bildete er aber weiterhin den Kern der Moody Blues.

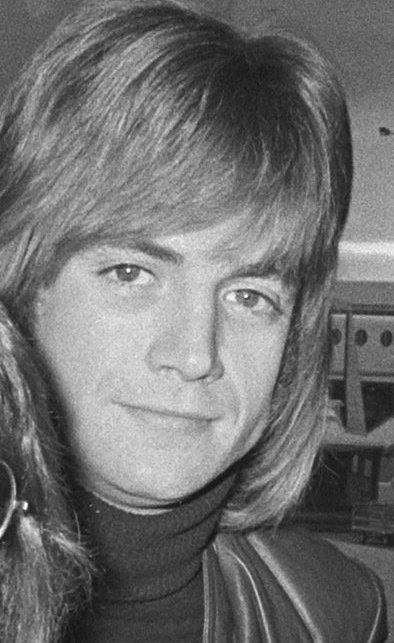
Justin Hayward (1970)

In den Jahren 2006, 2007 und 2009 war Justin mit dem Musical Jeff Wayne’s Musical Version of the War of the Worlds auf Tournee. Er spielte wie im Original-Album die Rolle „The Sung Thoughts of the Journalist“. Für 2010 und 2011 hatte er ebenfalls für die neue Tournee seine Teilnahme bestätigt.
Bei einem Interview beim BBC sagte er zusammen mit John Lodge, dass es ein Privileg sei, weiterhin im Musikgeschäft zu arbeiten und niemals aufzuhören. Im Februar 2013 unterstrich er diese Ankündigung, als sein erstes Studio-Soloalbum seit 17 Jahren erschien. Auf Spirits of the Western Sky, produziert von ihm selbst und Alberto Parodi, erscheint Kenny Loggins als Co-Songwriter, Anne Dudley dirigiert.
Am 27. Juni 2015 traten die Moody Blues beim Glastonbury Festival auf. Hayward sang für eine BBC-2-Sendung schon nachmittags eine akustische Version seines berühmtesten Songs, Nights In White Satin, und hob im anschließenden Interview hervor, dass sein Enkel im Publikum sei. Abends folgte die Version der kompletten Band mit dem Solopart der Flötistin Norda Mullen. Geschrieben wurde Nights… 1967 dem Autor zufolge „about the adoration of women. All women.“
Seine Solotourneen bestreitet Hayward in jüngerer Zeit mit Julie Ragins (Gesang, Keyboard) und dem Fingerstyle-Gitarristen Mike Dawes, der ein eigenes Eröffnungs-Set spielt. Beide sind auch auf den Livealben von 2014 und 2017 (siehe Diskografie) zu hören.

## Instrumente
Justin Hayward beherrscht eine Vielzahl an Instrumenten. Neben akustischen und elektrischen Gitarren spielt er unter anderem Bass, Klavier, Keyboard, Schlagzeug, Percussion, Sitar und Cembalo.
Die meiste Zeit benutzt Hayward eine rote Gibson ES-335, obwohl er auch andere Gitarren für Auftritte und Aufnahmen verwendet wie beispielsweise eine 1955er Martin D-28, eine James Olsen, eine schwarze Guild Acoustic, Squier Stratocaster, Fender Telecaster und eine „blonde“ akustische zwölfsaitige Guild mit offener C-Stimmung (für Question mit beim Interludium halbierten Metrum). 1967 spielte er eine schwarze Gibson Les Paul. In den Jahren von 1965 bis 1968 musste er ohne seine Gibson 335 auskommen und benutzte andere Instrumente.

## Awards
Justin Hayward wurde ausgezeichnet mit dem ersten von vielen ASCAP Preisen für Songwriting im Jahr 1974. 1985 bekamen die Moody Blues den Ivor Novello Award, und 1988 wurde Hayward ebenfalls mit einem Ivor Novello Award ausgezeichnet, nebenbei bekam er auch andere Preise, unter anderem einen für „Composer of the Year“ (Komponist des Jahres) für seinen Song I Know You’re Out There Somewhere. Im Jahr 2000 war er einer der wenigen britischen Künstler, die den „Golden Note“ Preis für ihr Lebenswerk bekommen haben. 2004 erhielt er ebenfalls einen Preis für sein Lebenswerk von der Britischen Akademie für Songwriter, Komponisten und Autoren.

## Kompositionen
- 1966 – London Is Behind Me
- 1966 – Day Must Come
- 1966 – I Can’t Face the World Without You
- 1966 – I’ll Be Here Tomorrow (diese vier wurden als A- bzw. B-Seiten der beiden, rückblickend so genannten „pre-Moodies“-Singles veröffentlicht)
- 1967 – Fly Me High
- 1967 – Leave This Man Alone
- 1967 – Long Summer Days
- 1967 – Tuesday Afternoon
- 1967 – Nights in White Satin (mit Coverversionen dieses „Signature Songs“ der Moody Blues erreichten The Dickies im September 1979 im U.K. # 39 und Elkie Brooks im Juli 1982 ebendort # 33)[5]
- 1967 – Cities
- 1968 – King and Queen
- 1968 – Voices in the Sky
- 1968 – Visions of Paradise (mit Ray Thomas)
- 1968 – The Actor
- 1968 – What Am I Doing Here?
- 1969 – Lovely to See You
- 1969 – Never Comes the Day
- 1969 – Are You Sitting Comfortably? (mit Ray Thomas)
- 1969 – Gypsy
- 1969 – Watching & Waiting (mit Ray Thomas)
- 1969 – I Never Thought I'd Live to be a Hundred / … a Million
- 1970 – Question
- 1970 – It’s Up to You
- 1970 – Dawning Is The Day
- 1971 – Procession (mit Thomas, Lodge, Edge und Pinder)
- 1971 – The Story In Your Eyes
- 1971 – You Can Never Go Home
- 1972 – You and Me (mit Graeme Edge)
- 1972 – New Horizons
- 1972 – The Land of Make Believe
- 1973 – Island
- 1973 – The Dreamer (mit Ray Thomas)
- 1975 – This Morning
- 1975 – Remember Me My Friend (mit John Lodge)
- 1975 – My Brother (mit John Lodge)
- 1975 – Nights Winters Years
- 1975 – I Dreamed Last Night
- 1975 – Who Are You Now
- 1975 – When You Wake Up (mit John Lodge)
- 1975 – Blue Guitar
- 1977 – Tightrope
- 1977 – Songwriter (Parts I & II)
- 1977 – Country Girl
- 1977 – One Lonely Room
- 1977 – Lay It on Me
- 1977 – Stage Door
- 1977 – Raised on Love
- 1977 – Doin' Time
- 1977 – Nostradamus
- 1977 – Marie
- 1977 – Heart of Steel
- 1977 – Wrong Time Right Place
- 1978 – Had to Fall in Love
- 1978 – The Day We Meet Again
- 1978 – Driftwood
- 1978 – Top Rank Suite
- 1980 – Crazy Lovers
- 1980 – Nearer to You
- 1980 – A Face in the Crowd
- 1980 – Suitcase
- 1981 – The Voice
- 1981 – Gemini Dream (mit John Lodge)
- 1981 – In My World
- 1981 – Meanwhile
- 1983 – Blue World
- 1983 – Meet Me Halfway (mit John Lodge)
- 1983 – It’s Cold Outside of Your Heart
- 1983 – Running Water
- 1983 – Eternal Woman (zum italienischen Film She von Avi Nesher; Gastmusiker: Rick Wakeman am Mellotron)[6]
- 1985 – One Again
- 1985 – Take Your Chances
- 1985 – Is it Just a Game?
- 1985 – Moving Mountains
- 1985 – Silverbird (mit Jeff Wayne)
- 1985 – Who Knows?
- 1985 – Goodbye
- 1985 – Lost and Found
- 1985 – The Lights are Low
- 1986 – Your Wildest Dreams
- 1986 – Talkin‘ Talkin‘ (mit John Lodge)
- 1986 – I Just Don’t Care
- 1986 – Runnin' Out of Love (mit John Lodge)
- 1986 – The Other Side of Life
- 1986 – Slings and Arrows (mit John Lodge)
- 1987 – It Won’t Be Easy (zur britischen TV-Serie „Star Cops“, erschien auch als Single, # 83 U.K.)[7]
- 1987 – Outer Space (instrumental, mit Tony Visconti, auch aus „Star Cops“)
- 1988 – I Know You’re Out There Somewhere
- 1988 – Want to Be With You (mit John Lodge)
- 1988 – The River of Endless Love (mit John Lodge)
- 1988 – No More Lies
- 1988 – Vintage Wine
- 1988 – Breaking Point (mit John Lodge)
- 1988 – Miracle (mit John Lodge)
- 1988 – Deep
- 1989 – Shoe People (für die gleichnamige britische animierte TV-Kinderserie)
- 1989 – The Angels Cry, gesungen von Agnetha Fältskog und (später) Annie Haslam
- 1989 – Something Evil, Something Dangerous (mit Barrie Guard, zum Film „The Howling IV“)
- 1991 – Say It With Love
- 1991 – Bless The Wings
- 1991 – Is This Heaven? (mit John Lodge)
- 1991 – Say What You Mean (Parts I & II)
- 1991 – Hope and Pray
- 1991 – Once Is Enough (mit John Lodge)
- 1991 – Never Blame the Rainbows for the Rain (mit Ray Thomas)
- 1996 – Highway (mit John Lodge, Bonus-Track auf der Compilation Time Traveller)
- 1996 – I Heard It
- 1996 – Broken Dream
- 1996 – It’s Not Too Late
- 1996 – The Way of the World
- 1996 – Sometimes Less is More (mit Dennis Lambert)
- 1996 – Troubadour
- 1996 – Shame
- 1996 – Billy
- 1996 – Children of Paradise (mit Mickey Féat)
- 1999 – English Sunset
- 1999 – Haunted
- 1999 – Sooner or Later (mit John Lodge)
- 1999 – Foolish Love
- 1999 – All That is Real is You
- 1999 – Strange Times (mit John Lodge)
- 1999 – The One (mit John Lodge)
- 1999 – The Swallow
- 2001 – Water (mit John Lodge, instrumental)
- 2001 – We Can Fly (mit John Lodge; beide für den Film-Soundtrack Journey Into Amazing Caves der MacGillivray Freeman Films geschrieben und verwendet)
- 2003 – Don’t Need A Reindeer (Album „December“, wie auch die drei folgenden Titel)
- 2003 – December Snow
- 2003 – In The Quiet of Christmas Morning (mit John Lodge)
- 2003 – Yes, I Believe
- 2013 – In Your Blue Eyes (Album Spirits of the Western Sky, wie auch die acht folgenden Titel)
- 2013 – One Day, Someday (Orchester: Anne Dudley)
- 2013 – The Western Sky
- 2013 – The Eastern Sun
- 2013 – On The Road to Love (mit Kenny Loggins)
- 2013 – Lazy Afternoon
- 2013 – In The Beginning
- 2013 – What You Resist Persists
- 2013 – Captivated By You
- 2016 – Wind of Heaven (mit David Minasian und Alberto Parodi)
- 2020 – One Summer Day
- 2020 – My Juliette

## Diskografie

### Alben
| Jahr | Titel                      | Höchstplatzierung, Gesamtwochen, AuszeichnungChartplatzierungen (Jahr, Titel, Platzierungen, Wochen, Auszeichnungen, Anmerkungen) | Höchstplatzierung, Gesamtwochen, AuszeichnungChartplatzierungen (Jahr, Titel, Platzierungen, Wochen, Auszeichnungen, Anmerkungen) | Anmerkungen                                                            |
| Jahr | Titel                      | UK | US | Anmerkungen                                                            |
| ---- | -------------------------- | --- | --- | ---------------------------------------------------------------------- |
| 1975 | Blue Jays                  | UK4 Gold · (18 Wo.)UK | — | Erstveröffentlichung: 1975 mit John Lodge                              |
| 1977 | Songwriter                 | UK28 (5 Wo.)UK | US37 (16 Wo.)US | Erstveröffentlichung: 1977                                             |
| 1980 | Night Flight               | UK41 (4 Wo.)UK | US166 (5 Wo.)US | Erstveröffentlichung: 1980                                             |
| 1985 | Moving Mountains           | UK78 (1 Wo.)UK | — | Erstveröffentlichung: 1985                                             |
| 1989 | Classic Blue               | UK47 (7 Wo.)UK | — | Erstveröffentlichung: 1989 mit Mike Batt und London Symphony Orchestra |
| 1996 | The View From the Hill     | — | — | Erstveröffentlichung: 1996                                             |
| 2013 | Spirits Of The Western Sky | UK81 (1 Wo.)UK | US142 (1 Wo.)US | Erstveröffentlichung: 2013                                             |

Kompilationen
- All the Way (2016, Doppel-CD, enthält Wind of Heaven als Bonustrack)

Livealben
- Live in San Juan Capistrano (1998)
- An Audience with Justin Hayward at The Rock and Roll Hall of Fame, Cleveland, Ohio (2004, DVD mit Interview sowie akustischen Live- und Studioaufnahmen; Hayward singt u. a. „Heartbeat“ von Buddy Holly)
- Spirits… Live – Live at the Buckhead Theater, Atlanta (2014, Videoalbum)
- Live in Concert at the Capital Theatre (2017, mit Mike Dawes und Julie Ragins)

Sonstige
- Justin Hayward and Friends Sing the Moody Blues Classic Hits (2003)

### Singles
| Jahr | Titel Album            | Höchstplatzierung, Gesamtwochen, AuszeichnungChartplatzierungen (Jahr, Titel, Album, Platzierungen, Wochen, Auszeichnungen, Anmerkungen) | Höchstplatzierung, Gesamtwochen, AuszeichnungChartplatzierungen (Jahr, Titel, Album, Platzierungen, Wochen, Auszeichnungen, Anmerkungen) | Anmerkungen                                                                       |
| Jahr | Titel Album            | UK | US | Anmerkungen                                                                       |
| ---- | ---------------------- | --- | --- | --------------------------------------------------------------------------------- |
| 1975 | Blue Guitar –          | UK8 (7 Wo.)UK | US94 (5 Wo.)US | Erstveröffentlichung: 1975 mit Hotlegs/10cc, nachbearbeitet mit John Lodge (Bass) |
| 1975 | I Dreamed Last Night – | — | US43 (7 Wo.)US | Erstveröffentlichung: 1975 mit John Lodge                                         |
| 1978 | Forever Autumn –       | UK5 Silber · (13 Wo.)UK | US47 (13 Wo.)US | Erstveröffentlichung: 1978                                                        |
| 1987 | It Won’t Be Easy –     | UK83 (4 Wo.)UK | — | Erstveröffentlichung: 1987 (TV-Serie Star Cops)                                   |